# Psilodon schuberti
Psilodon schuberti es una especie de coleóptero de la familia Lucanidae.

## Distribución geográfica
Habita en Argentina y Brasil.